# Classe Miraž
Le unità appartenenti alla classe Mirazh (progetto 1431.0 secondo la classificazione russa) sono pattugliatori di nuova concezione, in servizio presso la Marina Russa. Ne sono entrate in servizio due.

## Sviluppo
L'esigenza di una nuova unità ad elevate prestazioni per il pattugliamento costiero iniziò a farsi sentire intorno alla metà degli anni ottanta. In questo periodo, infatti,  le imbarcazioni del servizio costiero del KGB si rivelarono inadatte a contrastare i nuovi mezzi in dotazione dei contrabbandieri (che riuscivano molto spesso a sfuggire).
Per questa ragione, il centro tecnico di progettistica navale Almaz iniziò a portare avanti lo sviluppo di una corvetta da pattugliamento lanciamissili di concezione estremamente innovativa.
La capoclasse PK-500 venne testata presso il 31° centro d'addestramento del Ministero della Difesa Russo, probabilmente intorno al 1998. L'ingresso in servizio risale forse allo stesso periodo.
Tuttavia, il programma è stato enormemente rallentato dalla cronica mancanza di fondi.

## Tecnica
Le Mirazh sono mezzi sotto molti aspetti unici. Infatti, riescono a conciliare la necessità di elevate prestazioni (fondamentali per contrastare con successo le potenti imbarcazioni utilizzate dai contrabbandieri) con il bisogno dell'equipaggio di una vita di bordo confortevole (cosa molto utile durante le lunghe crociere).
La caratteristica più importante di questi mezzi è la velocità di 50 nodi. Inoltre, hanno un'elevata capacità di tenere il mare, una buona autonomia ed armamenti estremamente potenti.
L'equipaggio di 12 elementi è alloggiato in cabine piuttosto spaziose. A bordo ci sono angolo cottura, bagno con doccia e sistemi condizionatori per mantenere una temperatura ideale (cosa fondamentale in aree calde ed umide).
Tutto questo è possibile nonostante il limitato dislocamento (126 tonnellate) e le piccole dimensioni.
All'inizio, il progetto venne criticato da alcuni specialisti navali, perché si sosteneva che si doveva costruire una nave da guerra, non per viaggi di piacere. Tuttavia, il fatto di avere un'imbarcazione “comoda” ha il lato positivo di mantenere elevata l'efficienza dell'equipaggio.

## Armamento
Il punto di forza delle Mirazh è costituito dal cannone automatico AK-306, con sei canne rotanti da 30mm. Questo ha una cadenza di tiro che va da 600 a 1.000 colpi al minuto. Il cannone è posizionato a prua.
A poppa, sono montate due mitragliatrici da 14,5mm (una per ogni fiancata).
La difesa antiaerea prevede un impianto portatile per SA-N-14, con postazione per il tiratore.
Per affrontare bersagli di superficie, l'imbarcazione è dotata di un sistema missilistico Shuturn, che comprende due contenitori per i tubi, ognuno con tre missili. I missili imbarcati sono gli Ataka (nome in codice NATO: AT-9), di derivazione anticarro ma idonei anche all'utilizzo contro piccole imbarcazioni o fortificazioni leggere. La gittata è di 6.000 metri.

## Il servizio
Il programma Mirazh è stato decisamente ostacolato dalla mancanza di fondi. La produzione è stata quindi fortemente limitata, e solo due unità risultano in servizio: la PK-500 nella Flotta del Baltico ed un'altra nella Flottiglia del Caspio, entrambe inquadrate nella Guardia di Frontiera Federale.
L'ingresso in servizio si è avuto, probabilmente, intorno al 1998.
L'esistenza di una terza unità in costruzione non è confermata.